# Lindum
Lindum (in latino Colonia Domitiana Lindensium) era una colonia romana della Britannia settentrionale; oggi si chiama Lincoln, nel Lincolnshire.

## Forte e nome
I Romani conquistarono la regione nel 48 d.C., e costruirono poco dopo una fortezza legionaria, a sud del fiume Witham. La fortezza venne sostituita nel 60 da una seconda, sede della IX legione, posta in cima ad una collina che sovrastava il fiume e la parte settentrionale del Fosse Way, una strada romana. Forse la zona, dal momento che il Witham lì si allargava notevolmente, diede il nome alla città (lindo in britannico significava bacino, lago).

## Sviluppo della città

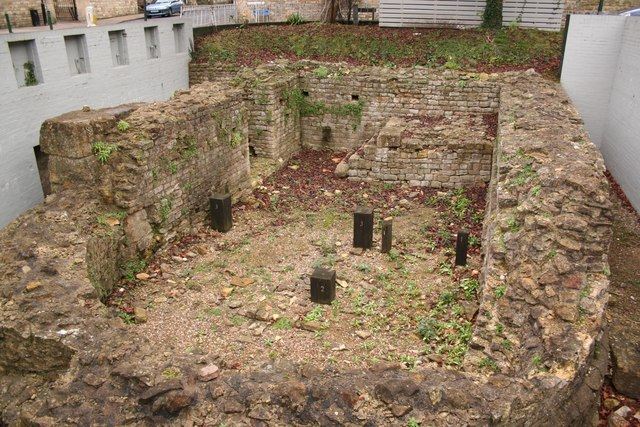
I bagni romani.

Intorno all'80 la fortezza divenne una colonia e la legione venne trasferita ad Eboracum nel 71.
La città divenne un florido insediamento accessibile dal mare attraverso i fiumi Trent e Witham; gli edifici pubblici, come il foro con statue equestri, la basilica ed i bagni pubblici, vennero edificati nel II secolo d.C. La parte alta della città era occupata da case private, mentre la parte bassa divenne sede di empori e magazzini; erano presenti anche fabbriche di vasellame. Il secolo successivo venne costruita la muraglia.
Il sistema fognario era uno dei migliori della Britannia, e sono stati trovati i resti di una fontana ottagonale e di parte dell'acquedotto. C'erano anche due templi dedicati ad Apollo e a Mercurio. Nel IV secolo divenne capitale della provincia Flavia Caesariensis, e nel 314 inviò un vescovo al concilio di Arles. La chiesa di St Paul-in-the-Bail è di costruzione tardoromana.

## Declino
Col passare del tempo e con l'aumentare dell'instabilità politica della Britannia, Lindum andò in declino e le vie d'acqua e terrestri vennero abbandonate. All'inizio del V secolo la città era quasi deserta, ma la chiesa di St Paul restò importante fino al secolo successivo.